# Dieter Pfaff
Dieter Pfaff (Dortmund, 2 ottobre 1947 – Amburgo, 5 marzo 2013) è stato un attore tedesco.
Era noto al pubblico per le sue interpretazioni in serie televisive quali Faber l'investigatore (Der Fahnder), Bruder Esel, Sperling, Bloch, Der Dicke, Balko, ecc., ruoli che gli valsero vari premi e nomination.
Era il padre dell'attore Maximilian Pfaff e della sceneggiatrice Johanna Pfaff.

## Biografia

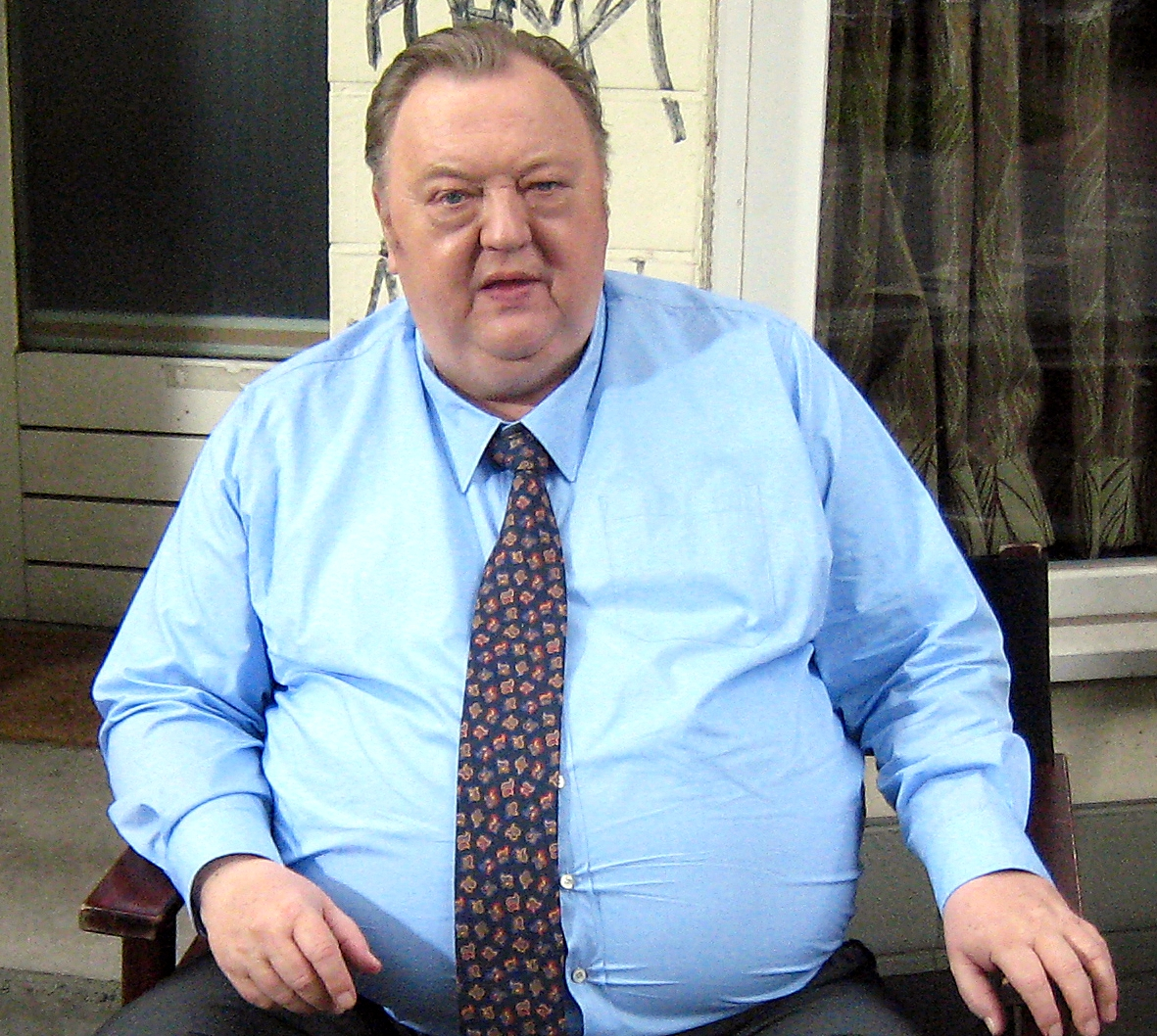
Dieter Pfaff nel ruolo di Maximilian Bloch nella serie televisiva Blochnel 2010

Dieter Pfaff nasce a Dortmund il 2 ottobre 1947.
Nel 1969 sposa la produttrice Eva Maria Emminger (meglio nota con il cognome del marito), dalla quale avrà due figli, Johanna e Maximilian.
Nel 1986 entra a far parte del cast principale della serie televisiva poliziesca Faber l'investigatore (Der Fahnder), dove, fino al 1996 (per un totale di 109 episodi), interpreta il ruolo di Otto.
In seguito, nel 1996 è protagonista della serie televisiva Bruder Esel, dove interpreta il ruolo di Ludger Spengler. Sempre a partire dal 1996 e fino al 2007, è protagonista, nel ruolo del commissario capo Hans Sperling, della serie televisiva Sperling.
A partire dal 2002 (e fino al 2013, anno della morte), è anche protagonista, nel ruolo di Maximilian Bloch, della serie televisiva Bloch. Nel frattempo, lavora anche in alcuni film TV, tra cui Unser Pappa - Herzenswünsche (2004), dove è protagonista nel ruolo di Hachim Hagenau.
In seguito, a partire dal 2005 è protagonista, nel ruolo di Gregor Ehrenberg, della serie televisiva Der Dicke (serie il cui titolo cambierà dopo la morte dell'attore).
Sofferente dal 2005 di cancro ai polmoni, Dieter Pfaff muore il 5 marzo 2013, all'età di 65 anni.

## Filmografia parziale

### Cinema
- Il pendolo (Die Schaukel), regia di Percy Adlon (1983)
- Zabou, regia di Hajo Gies (1987)
- Der tote Taucher im Wald, regia di Marcus O. Rosenmüller (2000)
- Goebbels und geduldig, regia di Kai Wessel (2001)

### Televisione
- Die Straße - serie TV, episodio 01x04 (1978)
- Tatort - serie TV, 8 episodi (1980-2002)
- Mein Freund, der Scheich - film TV, regia di Rainer Erler (1981)
- Faber l'investigatore (Der Fanhder) - serie TV, 109 episodi (1984-1996)
- Knastmusik - serie TV, 32 episodi (1991-1992)
- Balko - serie TV, 22 episodi (1995-1996)
- Bruder Esel - serie TV, 14 episodi (1996)
- Sperling - serie TV, 18 episodi (1996-2007)
- Bloch - serie TV, 24 episodi (2002-2013)
- Unser Pappa - Herzenswünsche - film TV. regia di Ilse Hofmann (2004)
- Der Dicke - serie TV, 52 episodi (2005-2013))
- Balthasar Berg - Sylt sehen und sterben - film TV, regia di Lars Jessen (2012)

## Premi e nomination (lista parziale)
- 1998: Bayerischer Fernsehpreis come miglior attore in una serie o miniserie
- 2001: Goldene Kamera come miglior attore tedesco per Krieger und Liebhaber e Verhängnisvolles Glück